# Referendum in Lettonia del 2 agosto 2008
Il referendum costituzionale in Lettonia del 2 agosto 2008 si è tenuto per proporre la modifica della Costituzione della Lettonia al fine di consentire a un decimo dell'elettorato registrato di avviare un referendum popolare per sciogliere il Saeima.
Il referendum su questo tema è stato attivato quando il governo della Lettonia votò contro una mozione dell'opposizione per adottare questa modifica alla costituzione, che ha portato a un referendum in Lettonia per legge. Il presidente Valdis Zatlers e l'opposizione di sinistra erano favorevoli al referendum, mentre il governo di destra guidato da Ivars Godmanis era contrario, sostenendo che avrebbe causato ancora più instabilità in un paese che aveva visto 13 governi nei 18 anni dall'indipendenza. Almeno la metà del totale degli elettori registrati (cioè più di 757.607) ha dovuto approvare la proposta referendaria perché fosse valida.
I risultati hanno indicato che uno schiacciante 96% degli elettori ha votato a favore dell'emendamento, sebbene solo il 40% circa dell'elettorato abbia votato a favore, il che significa che il referendum non è valido. Si prevede che il forte risultato, pur non riuscendo a modificare direttamente la costituzione, potrebbe spingere i politici ad adottare comunque una misura simile.
Se approvato, l'emendamento avrebbe consentito per la prima volta in un paese dell'Unione europea la possibilità che gli elettori decidessero di sciogliere il proprio parlamento nazionale (un diritto tradizionalmente riservato ai capi di Stato).

## Contesto
Le mosse per avviare il referendum sono iniziate nell'autunno 2007 in un momento di malcontento pubblico con il governo che aveva portato alle più grandi proteste di piazza nell'era post-sovietica..
Il movimento per organizzare il referendum è stato guidato dalla Confederazione dei sindacati liberi della Lettonia.. Il referendum si è svolto anche in un momento di scarsi indicatori economici con un'inflazione superiore al 17% e una crescita economica che avrebbe dovuto scendere vicino allo zero.

### Procedura per indire un referendum
Ai sensi della "Legge lettone sui referendum nazionali e sulle iniziative legislative", la procedura di convocazione dei referendum popolari prevede diverse fasi. La prima fase prevede la raccolta di 10.000 firme certificate da notai, che vengono poi presentate alla Commissione elettorale centrale lettone (CEC). Dopo la verifica positiva di queste firme, il governo lettone deve quindi fornire strutture per la raccolta delle firme in ogni città e villaggio del paese, per consentire alla popolazione di firmare a favore di una proposta di referendum.
Per avere successo, più di un decimo dei cittadini aventi diritto al voto alle precedenti elezioni parlamentari deve firmare a favore. Anche in questo caso, le firme sono verificate dal CEC. Se viene raggiunta la soglia del 10%, le bozze di emendamento vengono presentate al presidente che le sottopone all'approvazione del parlamento. Se due terzi dei parlamentari approvano le modifiche in una seduta alla quale sono presenti almeno i due terzi del parlamento, le modifiche sono trasformate in legge senza bisogno di referendum. Se il parlamento respinge le leggi, si tiene un referendum.
Il referendum è valido se partecipa un numero di elettori pari almeno alla metà dei votanti alle ultime elezioni parlamentari.

## Raccolta firme
Nella fattispecie, sono state inizialmente raccolte e verificate positivamente 11.095 firme. La raccolta di ulteriori firme si è poi svolta dal 12 marzo al 10 aprile 2008 in 660 luoghi designati, di cui 40 all'estero. In totale, contando le firme iniziali, 217.567 votanti hanno sostenuto l'introduzione delle bozze di emendamento. Altre 6.814 firme sono state annullate, poiché nella stragrande maggioranza dei casi si trattava di cittadini che avevano firmato più di una volta, mentre 35 firme sono state annullate per essere state apposte da cittadini non lettoni, 22 per infermità mentale, 62 deceduti o non identificabili e 1 persona di età inferiore ai 18 anni al momento della firma.
Poiché il numero totale di firme valide rappresentava il 14,6% dell'elettorato, secondo i termini della legge referendaria, un referendum doveva tenersi non prima di un mese e non oltre due mesi dopo il rifiuto.

## Campagna referendaria

### Campagna per il "Sì"
L'ex primo ministro Einars Repše del partito d'opposizione Nuova Era ha sostenuto che un voto favorevole della maggioranza dell'elettorato sarebbe conforme ai principi democratici di base e che molti politici lettoni contemporanei stavano lavorando non per l'interesse dello stato ma per il interesse dei "Padrini". Anche la leader del partito dell'Unione civica Sandra Kalniete ha chiesto un voto favorevole sulla base del fatto che gli emendamenti potrebbero costringere i parlamentari "ad ascoltare finalmente la volontà dei loro elettori". L'Unione Russa di Lettonia di Juris Sokolovskis ha sostenuto un voto favorevole sulla base della percepita alienazione dell'elettorato dai suoi parlamentari e sulla base del fatto che, anche se il quorum del 50% non fosse stato raggiunto, un'ampia maggioranza sì sarebbe ancora difficile per politici da ignorare.

### Campagna per il "No"
Opponendosi al referendum, il ministro presidente Ivars Godmanis ha sottolineato che l'instabilità politica era stata anche una caratteristica della Lettonia pre-sovietica. Ha anche sostenuto che "Eleggere il parlamento è un processo creativo, mentre un referendum sarebbe un processo distruttivo senza alcun risultato". Il presidente del parlamento Gundars Daudze ha sostenuto che tali referendum potrebbero creare un'enorme crisi senza che il parlamento né il presidente siano operativi. Nel frattempo, il capo del Partito popolare in parlamento, Māris Kučinskis, ha dichiarato di ritenere che tali referendum consentirebbero a un piccolo numero di persone di modificare i risultati delle elezioni. La campagna del "No" giocava anche sui timori dell'influenza russa, con una pubblicità, illustrata da immagini di politici di etnia russa dei partiti di sinistra dell'opposizione che suonavano una balalaika in una sauna, dichiarando "Se voti domani, allora tu, fratello, sei pazzo. Al nostro posto verranno i russi. I russi verranno».

## Risultati
| Scelta               | Voti    | %     |
| -------------------- | ------- | ----- |
| Sì                   | 608.847 | 96,78 |
| No                   | 18.857  | 3,00  |
| Totale voti validi   | 627.704 | 99,78 |
| Schede bianche/nulle | 1.416   | 0,22  |
| Votanti/affluenza    | 629.119 | 41,52 |
| Elettori             |         |       |
| Fonte: CVK           |         |       |

## Reazioni
Dopo il previsto ampio sì, il presidente Valdis Zatlers ha affermato che il sostegno mostrato è stato abbastanza forte da spingere il Parlamento ad adottare da solo emendamenti simili. "I diritti delle persone a sciogliere il Parlamento devono essere inclusi nella Costituzione il prima possibile", ha detto Zatlers all'agenzia di stampa locale BNS. "Se il 40% lo vuole, il dovere del Parlamento è renderlo possibile".